# Russell Mael
Russell Mael (Santa Monica, Californië, 5 oktober 1948) is een Amerikaans zanger en tekstdichter.
Hij is de broer van Ron Mael en de zanger en mede-tekstschrijver in de popgroep Sparks. Russell is afgestudeerd als acteur en filmer en is in eerste filmproducent van reclamefilmpjes in het kader van campagnes die zijn broer ontwerpt. In 1968 richt hij in Los Angeles met zijn broer de groep "Halfnelson" op, die in 1971 hernoemd wordt tot "Sparks".
Russell valt op door zijn falsettostem. Verder is hij door zijn opleiding als acteur in staat in zijn rol als hyperactief persoon mime-achtige scènes neer te zetten, waardoor de optredens van Sparks een extravagante en avantgardistische uitstraling hebben.
In 2005 zingt hij mee op de benefietsingle "Do they know it's Hallowe'en" voor Unicef.